# Mieminger Plateau
Koordinaten: 47° 19′ N, 10° 59′ O

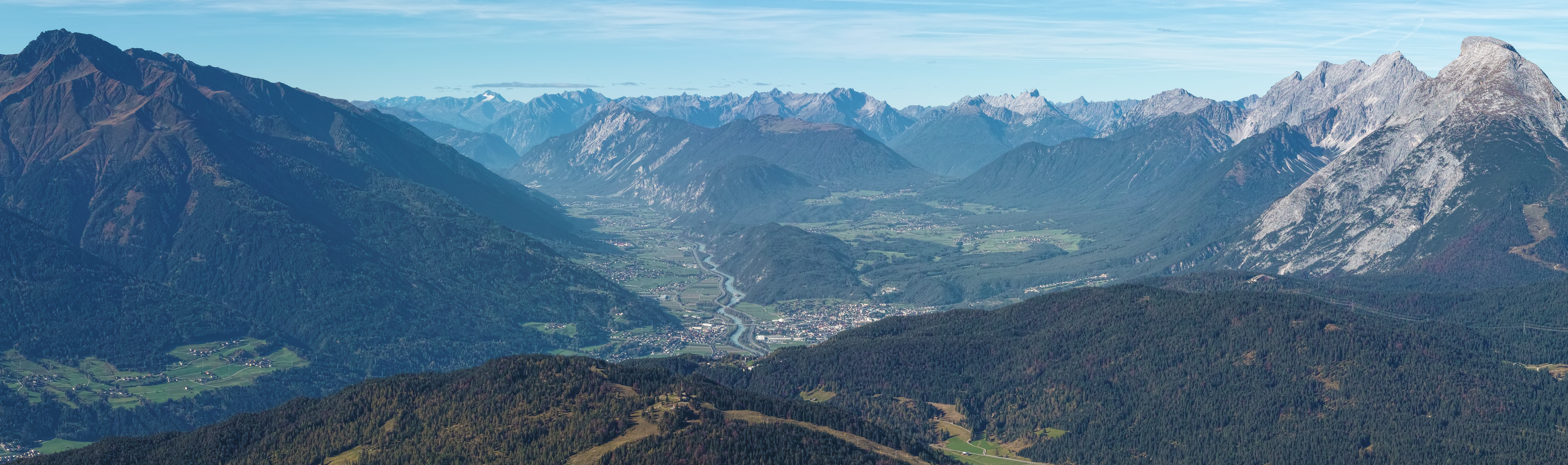
Blick von Osten auf das Oberinntal und das Mieminger Plateau zwischen den Nördlichen Sellrainer Bergen (Stubaier Alpen, links) und der Mieminger Kette (rechts)

Das Mieminger Plateau (ortsübliche Aussprache: „Miaming“) ist eine zwischen 850 m und 1000 m hoch gelegene Mittelgebirgsterrasse oberhalb des Tiroler Oberinntals, am Südfuß des Mieminger Gebirges. Es umfasst Gebiete der Gemeinden Wildermieming, Mieming, Obsteig und Mötz.
Die Mittelgebirgsterrasse wird aus Grundmoräne und vermeintlich würmzeitlichen Schottern aufgebaut. Im Süden wird die Terrasse vom so genannten Achbergzug, einer aus Hauptdolomit aufgebauten Kette, zum Inntal hin begrenzt.
Die Hochfläche ist etwa 14 km lang und bis zu 4 km breit. Sie fällt bis auf die Neigungen bei Telfs und Mötz 200 m steil ins Inntal ab und endet im Westen beim Holzleitensattel, wo die Straße weiter ins Gurgltal und zur Fernpassstrecke führt. Von Telfs und Mötz her führen wahrscheinlich schon seit der Römerzeit Transitrouten (Via Claudia Augusta), was durch einen undatierten Meilenstein bei Holzleiten belegt ist, über das Plateau zum Fernpass und weiter nach Augsburg.
Das Gebiet ist gekennzeichnet durch eine kleinräumige Teilung in Wiesen und Äcker, die sich mit Lärchenwiesen und lichten Wäldern abwechseln. 
Ein Netz von Spazier- und Radwegen und im Winter von Langlaufloipen durchzieht das Plateau und macht es zu einem beliebten Erholungsgebiet.
Der fiktive Ort Sonnenstein der Fernsehserie Der Bergdoktor ist am Plateau angesiedelt.